# Kurfursteslottet i Bonn
Kurfursteslottet (tyska: Kurfürstliches Schloss) i Bonn var från sent 1500-tal fram till början av 1800-talet officiellt residens för Kölns kurfurstar.
Den nuvarande byggnaden ritades av Enrico Zuccalli på beställning av kurfurst Josef Clemens och uppfördes mellan 1697 och 1705. 
Sedan 1818 fungerar byggnaden som huvudbyggnad för Bonns universitet.